# Młodzieżowa Organizacja Antykomunistyczna
Młodzieżowa Organizacja Antykomunistyczna (MOA) – założona w 1983 roku przez Jacka Zachodniego i Igora Wójcika jako kontynuacja Niezależnego Stowarzyszenia Uczniów „Rota” w SP nr 81 we Wrocławiu zorganizowanego w 1981 na wzór Uczniowskich Komitetów Odnowy Społecznej. W 1982 przemianowane na Niezależne Stowarzyszenie Młodzieży. Organizacja zajmowała się działaniami samokształceniowymi w oparciu o parafię św. Augustyna przy ul. Sudeckiej we Wrocławiu. Członkowie Niezależnego Stowarzyszenia Uczniów organizowali zamalowywanie i niszczenie tablic ORMO, malowaniem haseł na murach bloków i kamienic. Po wprowadzeniu stanu wojennego i zmianie nazwy na Niezależne Stowarzyszenie Młodzieży organizowało akcje przecinania kabli w antenach systemu radiopelęgacyjnego instalowanych na dachach wieżowców (skuteczna akcja na wieżowcu przy ul. Powstańców Śląskich), niszczeniem obwieszczeń o Stanie Wojennym, podkładaniem petard i świec dymnych do mieszkań ormowców i lokali ORMO, uczestniczeniem w manifestacjach.
W 1983 przemianowana na Młodzieżową Organizację Antykomunistyczną, która zajmowała się przede wszystkim kolportażem wydawnictw bezdebitowych i ulotek RKS, RKW Solidarności, Solidarności Walczącej, a także pism „Wyrostek”, „Impuls” itd. W latach 1985–1987 struktury MOA uczestniczyły w tzw. Latającym Uniwersytecie. Wykłady odbywały się w willi państwa Czarneckich przy ul. Wietrznej we Wrocławiu oraz w parafii św. Augustyna przy ul. Sudeckiej. Tematami kompletów były m.in.: historia Polski, niepublikowana przez reżym literatura, pokazy zakazanych filmów, zachowanie podczas aresztowania przez SB, metody druku i kolportażu samizdatów. Wykładowcami byli m.in. Jarosław Broda, Lothar Herbst, Piotr Bikont, Mirosław Spychalski, Krzysztof Turkowski, Antoni Lenkiewicz.
MOA uczestniczyła w akcjach ulotkowych i plakatowych wzywających do bojkotu wyborów w 1985 (na dzień przed wyborami przed lokalem wyborczym niszczenie i zamalowanie plakatów i obwieszczeń wyborczych w lokach wyborczych) i w podziemnym liczeniu osób uczestniczących w Referendum 1987. MOA wydawała ulotki niepodległościowe i wzywające do "Cichych Przerw" w Liceach nr V i IX. Członkowie zajmowali się kolportażem wydawnictw podziemnej Solidarności, Solidarności Walczącej, NZS, Federacji Młodzieży Walczącej, Międzyszkolnego Komitetu Oporu, Niezależnej Oficyny Wydawniczej NOWA, Konfederacji Polski Niepodległej, ruchu Wolność i Pokój itd. W latach 1985–1986 wydawała pismo uczniów V LO pn.: Verbum (red. Jacek Zachodny). W 1987 po zatrzymaniu Radosława Sidorowicza i Jacka Zachodnego SB przeszukała ich mieszkania. Przeprowadzano liczne rozmowy ostrzegawcze z liderami MOA: Igorem Wójcikiem i Jackiem Zachodnym.
W 1986 roku pomimo łączenia się młodzieżowych struktur opozycji organizacja zachowała odrębność. Zarząd MOA oddelegował Jacka Zachodnego do redakcji pisma „Szkoła” wydawanego przez MKO-FMW, kończąc wydawanie pisma „Verbum”.
Działalność MOA zanikła w 1987 w momencie zaangażowania się większości jej członków w reaktywację NZS na wrocławskich uczelniach. W ciągu czterech lat działalności w strukturach MOA działali przyszli inicjatorzy reaktywacji NZS na swoich uczelniach, organizatorzy bojkotu szkolenia wojskowego na wrocławskich uczelniach, działacze innych organizacji podziemia.